# 多蘿西婭·道格拉斯
多蘿西婭·凱薩琳·道格拉斯（英語：Dorothea Katherine Douglass，1878年9月3日—1960年1月7日），婚後名多蘿西婭·蘭伯特·錢伯斯（Dorothea Lambert Chambers），英國網球及羽球運動員。她獲得7次溫布頓網球公開賽女子單打冠軍和1908年夏季奧運會女子網球單打金牌。

## 網球
1900年，多蘿西婭·道格拉斯在溫布頓網球公開賽女子單打比賽中首次亮相，並在第一輪輪空後，第二輪輸給了路易莎·馬丁。1903年，她贏得第一個女子單打冠軍。1904年她衛冕成功。1905年衛冕失敗。1906年再度贏得冠軍。
1907年4月6日，她與羅伯特·蘭伯特·錢伯斯結婚，後來以她的婚後姓氏蘭伯特·錢伯斯聞名。年中，她衛冕失敗。
1908年夏季奧運會上，多蘿西婭·蘭伯特·錢伯斯在對陣同胞多拉·布斯比的決賽中取得了直接的勝利，獲得了女子單打比賽的金牌。
她寫了一名為《女子網球》的書，於1910年出版。這本書包含了網球技術的照片，並載有關於服裝和裝備的建議。
1911年，多蘿西婭·蘭伯特·錢伯斯在溫布頓女子單打決賽以6比0和6比0的比分贏了多拉·布斯比。網球史上唯一另外一位未輸一盤而贏得大滿貫單打決賽的女選手是1988年法國網球公開賽決賽中擊敗娜塔莎·茲韋列娃的施特菲·葛拉芙。
1919年多蘿西婭·蘭伯特·錢伯斯打出了迄今為止最長的溫布頓決賽：對陣法國人蘇珊·蘭格倫的44局比賽。她在第三盤中以6比5的比分拿下兩個賽點，但最終以8比10、6比4和7比9輸給了對手。
多蘿西婭·蘭伯特·錢伯斯在1921年之後只打了零星的單打比賽，但直到1927年才繼續參加雙打比賽。她在1925年進入美國公開賽單打四分之一決賽，從1924年到1926年，她擔任英國懷特曼盃隊的隊長。在1925年的懷特曼盃中，她以46歲「高齡」參加了單打比賽（對陣埃莉諾·高斯）及雙打比賽各一場，並且都贏得了比賽。1928年，她轉向專業教練。
多蘿西婭·蘭伯特·錢伯斯於1981年入選國際網球名人堂。她在倫敦肯辛頓去世。

## 羽毛球
除了網球外，她也是20世紀初期領先的羽球運動員之一。1903年，仍未婚的多蘿西婭·凱薩琳·道格拉斯搭配瑪貝兒·哈迪贏得全英羽球錦標賽女子雙打冠軍。1904年，她搭配亨利·諾曼·馬瑞特贏得全英混合雙打冠軍。
在全英女子單打比賽方面，她在1903年、1904年和1907年獲得亞軍，前兩次決賽是敗給同為網球、羽球雙棲選手的艾瑟兒·B·湯姆森，最後一次決賽是敗給梅莉爾·盧卡斯。